# 黃竹山新村
黃竹山新村，為香港新界西貢區之客家鍾氏鄉村，位於菠蘿輋，祖籍為廣東嘉應州五華，為黃竹山村的延續，1960年代末遷至現址，據傳新舊村合計長達三百年歷史。

## 歷史
據黃竹山新村村長鍾天生表示，客家鍾氏先祖源自河南，後來南徙福建，再於五華落籍，其後再南移至東莞、香港。黃竹山村先祖遂由大埔鄉寨乪分支到今之沙田黃泥頭附近（現為威爾斯親王醫院舊址）。之後，在與擁有石芽山土地之吳姓村民換地，鍾氏族人遂後在於黃竹山建村。黃竹山村鍾氏世系表所列，鍾氏十六世俊管公（高曾祖父）為該村開基祖；之後，高祖公俊管再於大涌口狐狸頭買地，鍾天生稱現時保存記載光緒廿三年（1897年）由廣州府新安縣發出之「買主執收照」（複印件），契紙寫明其高祖公俊管將50銀兩購買西貢上禾輋、下禾輋5畝土地(大涌口狐狸頭)，予以曾祖父集寬。
清末秀才許永慶與羅文祥創作，記載客家村落的客家歌謠《圍名歌》中，關於西沙古道一段：「梅子林間再一行，遊遊不覺到茅坪，迴環聳翠多奇景，黃竹山高不必驚。」記載了黃竹山村。1911年，黃竹山有人口101人。
1960年代末，黃竹山剩下12戶人家，居民共62人，有不少居民往港九或海外謀生。由於黃竹山交通不便，土產運輸困難，村民遂遷村，於菠蘿輋建成黃竹山新村。至2013年的記載，該村共有十四間村屋，大部分建於1970年代。

## 事件
1990年代，村民向地政總署申請重建村屋時，發現政府圖則一直將該村的村屋錯畫於附近山坡，與地政總署交涉多年仍未能糾正。